# مستقبل الكبد المتجانس -1
مستقبِل الكبد المتجانس 1 ( LRH-1 )، أو عامل الريادة في القدرة على التعدد (NR5A2) (مستقبل نووي فصيلة 5، مجموعة A، عضو 2)، هو بروتين يتم ترميزه في البشر بواسطة جين NR5A2  ، وهو عضو في عائلة المستقبلات النووية لعوامل النسخ داخل الخلايا .

## الأدوار
يلعب مستقبِل الكبد المتجانس دورًا حاسمًا في تنظيم التطور، ونقل الكوليسترول، وتوازن حمض الصفراء وتولد الستيرويدات .    ، ويعد مهما للحفاظ على تعددية القدرات في الخلايا الجذعية أثناء التطور الجنيني.  

## الخصائص
تم تحديد هذا البروتين مؤخرًا كعامل ريادي في القدرة على التعدد.  كما ثبت أن هذا المستقبل النووي اليتيم مهم في الخصوبة، ووظيفة المبيض،  وتنشيط الجينوم اللاقح (ZGA). يرتبط النقص الجزئي لـهذا العامل بتقليل وظيفة المبيض، خاصة في تخليق البروجستيرون. تم ربط هذا النقص في إنتاج البروجستيرون بالعقم في إناث الفئران، وكذلك بزيادة حالات فقدان الحمل.  أشار فقدان الأجنة حول الانغراس المرتبط بالفئران (Nr5a2+/-) إلى تفاعل محتمل مع التعبير الجيني على مستوى الجينوم في التطور الجنيني المبكر. بعد مزيد من التحقيق، وُجد أنه ينظم الجينوم اللاقح في أجنة الفئران بطريقة مشابهة لعامل زيلدا (Zelda) في ذبابة الفاكهة. يُساهم مستقبِل الكبد المتجانس 1 بشكل أمومي وينظم نشاط النسخ في الجنين المبكر عن طريق الارتباط بتسلسلات التنظيم البعيدة وتعزيز الوصول إلى الكروماتين. يسمح التغير في تشكيل الكروماتين بتفعيل نسخ حوالي 72٪ من الجينات المشاركة في تنشيط الجينوم اللاقح. 

## التفاعلات
ثبت أن مستقبل الكبد المتجانس-1 يتفاعل مع الشريك المغاير الصغير.  